# Тахтакале (квартал в Авджълар)
„Тахтакале“ (на турски: Tahtakale) е квартал на Истанбул, разположен в околия Авджълар. Общата му площ е 11,4 км2. Според данни на Адресната система за регистриране на населението (ABPRS) към 2023 г. населението на „Тахтакале“ е 65 761 жители.